# Nordgrippiano
| Suddivisione del Período Quaternario                                                                 | Suddivisione del Período Quaternario | Suddivisione del Período Quaternario | Suddivisione del Período Quaternario | Suddivisione del Período Quaternario |
| Periodo                                                                                              | Epoca                                | Età / Piano                          | Datazione (Ma)                       | Datazione (Ma)                       |
| --- | ------------------------------------ | ------------------------------------ | ------------------------------------ | ------------------------------------ |
| Quaternario                                                                                          | Olocene                              | Meghalayano                          | 0                                    | 0.0042                               |
| Quaternario                                                                                          | Olocene                              | Nordgrippiano                        | 0.0042                               | 0.0082                               |
| Quaternario                                                                                          | Olocene                              | Groenlandiano                        | 0.0082                               | 0.0117                               |
| Quaternario                                                                                          | Pleistocene                          | Tarantiano                           | 0.0117                               | 0.129                                |
| Quaternario                                                                                          | Pleistocene                          | Ioniano                              | 0.129                                | 0.774                                |
| Quaternario                                                                                          | Pleistocene                          | Calabriano                           | 0.774                                | 1.80                                 |
| Quaternario                                                                                          | Pleistocene                          | Gelasiano                            | 1.80                                 | 2.58                                 |
| Neogene                                                                                              | Pliocene                             | Piacenziano                          | Più antico                           | Più antico                           |
| Subdivisione del periodo Quaternario secondo la Commissione internazionale di stratigrafia del 2018. |                                      |                                      |                                      |                                      |

In geologia, il Nordgrippiano è la penultima età geocronologica, ovvero piano cronostratigrafico intermedio dell'Olocene.  Iniziò con l'evento 8,2ka BP, che segna il passaggio dal Groenlandiano, e si concluse con l'evento 4,2ka BP, che dà inizio al Meghalayano, ultima età geocronologica.
Fu ratificato ufficialmente dalla Commissione internazionale di stratigrafia nel giugno del 2018 insieme al precedente Groenlandiano e al successivo Meghalayano e gli fu dato questo nome in onore del North Greenland Ice Core Project (noto anche come NorthGRIP).

## Storia
L'inizio del Nordgrippiano è datato a 8326 anni b2k (prima del 2000 d.C.), ovvero nel 6326 a.C., in coincidenza dell'"evento 8,2ka BP", ovvero un periodo di improvviso abbassamento delle temperature a livello globale dovuto allo scioglimento di grandi masse d'acqua dolce in Canada poi confluite nelle correnti oceaniche. L'evento non fu della portata del Dryas recente ma fu comunque più drastico della Piccola era glaciale.
L'evento 8,2ka BP viene identificato come l'evento di Bond 5. L'evento di Bond 4, che determinò la fine del periodo umido africano e la conseguente riformazione del Deserto del Sahara, avvenne durante il Nordgrippiano, mentre l'evento di Bond 3 ne segna la fine.
Questo evento fu il grande inaridimento, noto come "evento 4,2ka BP", che segna il passaggio al Meghalayano nel 2250 a.C.